# Metazellerite
La metazellerite è un minerale.